# 小泉里子 恋する時間
小泉里子 恋する時間（こいずみさとこ こいするじかん）は、ニッポン放送で2006年10月7日から2007年3月31日まで放送されていたラジオ番組。正式名称は、「日本エスコン Tokyo Night Square 小泉里子 恋する時間」。

## 概要
モデルの小泉里子がファッション、グルメ等の最新情報、今旬な話題をもとにトークを繰り広げる。またリスナーから「恋の名言」を募集したりする。

## 放送時間
- 毎週土曜日 21:00～21:30

## パーソナリティ
- 小泉里子